# Vlasroterij Sint Andries
De Vlasroterij Sint Andries was een vlasverwerkingsfabriek, gelegen aan Tragel 27 in Koewacht en omvatte de grootste warmwatervlasroterij van de Benelux.

## Geschiedenis
De fabriek werd gesticht in 1938 door de Vereniging tot Verbetering van de Vlasteelt en de Vlasbewerking in Zeeuwsch-Vlaanderen, later de Vereniging Vlasroterij Sint Andries genaamd. Het was een coöperatieve fabriek. Deze lag nabij de veel kleinere particuliere Vlasfabriek gebr. Janssens, welke reeds in 1932 was opgericht.
De opening geschiedde door Johan Willem Quarles van Ufford, Commissaris der Koningin in Zeeland. De warmwaterroterij bevatte 18 rootkamers en een stoomketel om het, uit de nabijgelegen Boschkreek betrokken, water tot de gewenste temperatuur van 37°C te brengen. Een fabrieksschoorsteen zorgde voor de afvoer van de rookgassen. Op het dak lag een ketel, zodat 's zomers het water ook door de zon kon worden verwarmd. Als directeur werd aangesteld de heer René Martinet.
In 1941 werden 10 rootkamers toegevoegd, en in 1955 kwamen er nog 5 rootkamers bij.
In 1940 werd bovendien de Vereniging tot Bevordering der Vlasindustrie opgericht, welke op het terrein van de fabriek een zwingelturbine inrichtte van het fabricaat Vanhauwaert. In de opvolgende jaren (1946, 1949, 1950 en 1961) werden er nog turbines toegevoegd. Ook andere machines werden aangeschaft, zoals breekvlasmachines, lokkenmachines en een voorplukmachine.

## Heden
Hoewel reeds in 1983 werd begonnen met inventarisatie van de  overblijfselen van de vlasindustrie en de fabriek de kwalificatie grote zeldzaamheid kreeg, werd de aanvraag voor monumentenstatus in 2000 afgewezen, in 2004 werd het terrein door een projectontwikkelaar gekocht en in 2006 werd een aanvraag tot sloop ingediend. Deze werd toegewezen, aangezien rendabel hergebruik van (een deel van) de gebouwen niet mogelijk bleek. In 2010 werd het aanzienlijke complex gesloopt, en op de plaats daarvan werden vier villa's geprojecteerd onder de naam Park Sint Andries.